# ソレダルの戦い
ソレダルの戦い（ソレダルのたたかい）は、2022年に始まったロシアのウクライナ侵攻のウクライナ東部攻勢において、ウクライナ東部ドネツィク州バフムート地区ソレダルを巡る、ウクライナ軍と、ロシア連邦軍およびロシアの民間軍事会社ワグネル・グループなどとの一連の軍事的交戦である。

## 背景
ドネツィク州とルハーンシク州からなるドンバス地域の一部は2014年から親ロシア派に支配されていた（ドンバス戦争）。ロシア連邦は2022年2月24日にウクライナへの全面侵攻を始めると、ウクライナ東部でも攻勢に出て、ドンバス地域の全面制圧を目指した。
ルハーンシク州は、セベロドネツクとリシチャンシクからのウクライナ軍の撤退後の2022年7月上旬にロシアの支配下に置かれた。その後、戦場はドネツク州の重要都市であるバフムート、シヴェルシクそしてソレダルに移った。
ソレダルへの最初の砲撃は5月17日に始まり、ロシア軍はドローンと航空機をソレダル、クリノヴェ、ヴォウチョヤリウカに対して使用した。翌日、ドネツィク州知事のパブロ・キリレンコは、最前線から20km以上離れたソレダル、バフムート、コンスタンチノフカが空爆されていると述べており、ロシア国防省は、これらの作戦中にソレダルのウクライナの弾薬庫が攻撃されたと主張した。5月20日、ロシアのミサイルがアルテムシル製塩所を攻撃し、損傷させた。5月末までに、ロシア軍はソレダルに向けて4kmしか前進していなかった。
6月1日、ロシアの砲撃により1人が死亡、2人が負傷し、6月6日も砲撃が続いた。6月16日、ロシア軍はソレダルに向かって前進を試みたが失敗した。セベロドネツクとリシチャンシクの陥落後の7月上旬に戦闘が激化し、ロシア軍は7月3日にソレダル、バフムートおよび近隣の町を砲撃し、数km前進した。7月の残りの期間は、砲撃と小規模なロシア軍の攻撃が続いた。7月9日の夜から10日に12発のミサイルがソレダルの文化センターに直撃し、火災が発生したが、対応にあたる消防士がいなかったため、何日間も火が燃え続けた。7月26日にブフレヒルスク発電所を占領したことで、事実上、ソレダルが攻撃の次の重要目標となった。
侵攻前、ソレダルには住民1万5000人がいたが、7月下旬までに約2000人にまで減っていた。何度も砲撃を受けたソレダルの岩塩抗は閉鎖された。
8月2日、著名なウクライナの民族主義者で軍将校のアンドリー・ジョヴァニクが戦死した。伝えられるところでは、ジョヴァニクは右派セクターのウクライナ義勇軍団第4戦術群の中隊長として勤務中に死亡した。

## 戦闘経過

### 初期段階（2022年8月3日～10月1日）
8月3日、ウクライナ軍は、ロシア軍がソレダル市に対して攻撃を開始したと発表した。ロシア軍は、ソレダル、バフムート、およびそれらの都市の南と東にある周辺の村への砲撃を開始した。親ロシア派のメディアは、新たな攻勢で東と南東の境界線を突破したと主張したが、ウクライナ当局は否定した。その週の後半、ロシア軍と分離主義勢力は、市内中心部の南東にあるクナウフ石膏工場を部分的または完全に支配した。8月10日、ロシア軍はソレダルのビロカミャンスキー耐火材工場にも進出した、分離主義者は、8月11日にソレダル本土に入ったと述べたが、ウクライナ側はその主張を認めていない。メディアが「過酷」と表現するソレダルの戦闘は両軍の砲撃戦に発展し、民間人は爆撃を避けるために地下シェルターに退避した。
8月16日、ソレダル周辺で空爆と地上戦が続き、LPRの分離主義者は、同市の工業地帯の大半を支配したと主張したが、石膏工場を越えて進軍したとの証拠はなかった。8月19日、ウクライナの守備隊とLPR部隊との間で砲撃と衝突が続き、ウクライナ軍参謀本部は、ロシア軍はストリャピフカとウォロディミリフカ方向から攻撃を行っていると報告した。ウクライナ軍参謀本部は、8月27日にソレダル付近でロシア軍の攻撃を撃退したと報告した。石膏工場付近での衝突は8月31日まで続いた。
9月8日、ウクライナはソレダルでロシアの新たな攻撃を撃退したと発表した一方で、ロシアの情報筋はロシアとドネツク人民共和国の部隊がソレダルの住宅街に進出し、ウクライナの守備隊と衝突していると主張した。9月10日、ロシアの情報筋は、ロシアが石膏工場周辺の数ブロックの領域を占領したと主張した。

### 戦線の停滞（2022年10月2日～12月27日）
ソレダルまたはその周辺で繰り返される現地のロシア軍の攻撃が10月も続き、ウクライナ軍参謀本部は10月を通してソレダルへの多数の攻撃を撃退したと報告した。10月19～20日、ロシアの情報筋は、ソレダルの工業地帯で衝突が続いており、ロシア軍が過去5日間で最小限の利益を上げたと報告した。10月22～24日、ロシアの情報筋はこの地域、特にソレダルの南東郊外で家から家の衝突が続いているとの報告の中で、ソレダルの不特定の重要な通りを占拠したと報告した。ロシアのこの占拠の主張は当時独自に検証されなかった。
ソレダル―バフムート地域での衝突は伝えられるところでは11月上旬に激化し、ワグネル・グループがバフムートの封じ込めを行おうとこの地域のウクライナ軍の防衛線の突破を試みた。ウクライナ国防次官のハンナ・マリャルによると、ウクライナ人は、ソレダル・バフムト・ドネツク市の前線がウクライナでの戦闘の震源地となったため、1日に数十回のロシアの攻撃を撃退していると述べた。攻勢にもかかわらず、ロシア軍は11月8日までに目立った進歩を遂げることができなかった。ソレダル・バフムト戦線に沿った衝突は12月まで続き、ウォロディミル・ゼレンスキー大統領は12月3日の戦闘を「最も熱く、最も痛ましいものであった。我々は、この方面の我々の仲間達を助けるためにあらゆることをしている」と述べた。12月14～16日、ロシアの情報筋は、ワグネルの戦闘員がヤコウリフカでの掃討作戦を完了し、ソレダルの北東側面沿いでのさらなる攻撃を可能にしたと主張した。ルガンスク人民共和国の軍将校によると、ヤコウリフカの占領により、ウクライナは最前線を強化するためにソレダルに予備大隊を配備するようになったという。
2022年12月下旬までに、この地域での戦闘の多くはバフムートを中心に行われ、ソレダルはバフムートの北東側面と補給線を守る衛星拠点と見なされていた。ソレダルの多くは、ロシアの継続的な砲撃、空爆、およびウクライナの抵抗に対する小規模な地上攻撃の中で廃墟と化していた。ロシア軍は12月27日にバクムツク村を占領した。12月29日、ウクライナ大統領顧問のオレクシイ・アレストビッチは、ウクライナはソレダル・バフムート戦線沿いで「大規模な部隊の損失」を被っていると述べたが、ロシアはさらに多くの犠牲者を出していると主張した。

### ロシアの突破と勝利（2022年12月28日～2023年1月16日）
12月27日にロシア軍がバクムツクを占領した後、ロシアの情報筋は、ロシア軍が2023年1月4日にソレダルの南郊外にあるデコンスカヤ鉄道駅を制圧したと主張した。2023年1月5日、ロシア国防省はウクライナ軍をソレダル岩塩坑に押し戻したと主張したが、この主張は独自に検証されていない。ウクライナ軍参謀本部は1月7日だけでソレダルに76回の砲撃があったと主張し、第46独立空中機動旅団がソレダルの大半を防衛していた。1月9日、ウクライナ国家国境庁のユーリー・ユルチク大佐がソレダル防衛中に砲撃を受け戦死した。
1月10日、ワグネル・グループの指導者エフゲニー・プリゴジンは、ロシア軍がソレダルを完全に制圧したと主張したが、この主張は当時独立して検証されなかった。同日、アメリカ合衆国に拠点を置くシンクタンクの戦争研究所（ISW）は、ロシアはソレダル全域を制圧しておらず、ソレダルの制圧に関するロシアの主張は虚偽だと報告した。1月11日、プリゴジンは彼と他のワグネルの士官が写ったソレダル塩鉱での写真を投稿し、ロシアの部隊がこの集落を支配下に置いていると宣言した。しかし、ウクライナ国防省はこれに異議を唱え、メディアによる現場の報道は、衛星画像と共にロシアがソレダルを完全に支配していないことを支持している。しかし、戦争研究所は、ロシアが1月11日にロシアがソレダルを占領した可能性が高いと報告した。1月12日、プリゴジンは再びロシアがソレダル全域を支配したと宣言した。しかし、今回はロシア軍が集落の中心部の一部を確保することに成功したため、これまでの2回とは異なり、宣言の中でロシア国防省と行動を共にしたと表明した。その後、ロシア外務省はワグネルが戦闘に参加したことを認めた。1月13日にはロシア国防省もソレダル制圧を発表した。
ウクライナは、ロシアのソレダル支配を否定し続け、集落の西側部分をウクライナが完全に支配しているだけでなく、中心部にポケット（孤立地帯）がまだ存在していると述べた。ウクライナの国防次官ハンナ・マリャルはテレグラムに「（ソレダルで）戦闘は続いている」と書き、ウクライナの戦闘員は「勇敢に防衛を維持しようとしている」と述べた。ウクライナの大統領ウォロディミル・ゼレンスキーはその後、ソレダルを防衛する第46・第77空中機動旅団に感謝した。
ウクライナ当局は、1月13日の時点でロシアの勝利の主張を否定し、市内ではまだ戦闘が続いていると述べた。
1月14日、戦争研究所は、ウクライナ軍が町の最西端の鉱山を含むソレダルの行政区域の領土を支配したが、ソレダルの入植地自体には何の位置もなかったと述べた。 地理的に特定されたウクライナの映像は、ウクライナ軍がソレダルの外で陣地を保持していることを示していた。戦争研究所は誰が鉄道駅を保持しているかを確認できなかった。 
1月16日、キーウ・インデペンデントは、ウクライナ軍の情報源に基づいて、ロシア軍がソレダルの行政区域を支配していると報じた。ウクライナの無人偵察機部隊の司令官ロバート・“マジャール”・ブロヴディは、ウクライナ軍が保持していた第7鉱山近くの最後の工業地帯をロシアが占領したと語った。その日の後半、MSNは、ロシアがソレダルの支配権を確保したと報じた。ウクライナ軍報道官はソレダルからの撤退を1月25日に認めるとともに「撤退は慎重に計画されたものだった」と述べ、大量の捕虜や包囲される事態は避けられたと強調した。

## 死傷者
1月9日、人道支援機関で働く2人の英国人アンドリュー・バグショーとクリストファー・パリーがクラマトルスクからソレダルに車で出発した後、行方不明となった。1月11日、ワグネル・グループは、1人の遺体が見つかったと発表し、2人のパスポートを公開した。ロシアのテレグラムチャンネルは、この遺体はクリストファー・パリーと主張したが、この主張は独立して検証されていない。

### 軍の死傷者
CNNとのインタビューで、第46独立空中機動旅団のあるウクライナ兵は、死者数は非常に多く、ウクライナ軍の部隊が補充されていることを明らかにし、「ソレダルでは誰も死者を数えない」と語った。1月11日、ウクライナ大統領顧問のミハイル・ポドリャクは、バフムートとソレダルで進行中の戦闘は侵攻開始以来最も血なまぐさいものであると述べた。1月12日、ワグネル・グループの創設者は、ワグネルの部隊がソレダルでウクライナ兵約500人を殺害したことを明らかにし、「市全体にウクライナ兵の死体が散らばっている」と述べた。1月13日、ロシア軍は過去三日間でソレダルでウクライナ兵700人を殺害し、5ヶ月間に及ぶこの戦いでウクライナは2万5000人以上の死傷者を出したと主張した。
1月13日、ウクライナは様々な特殊部隊、大砲、トーチカUミサイルを用い、ソレダル地域のロシア兵100人以上を殺害したと主張した。ウクライナ政府はロシア軍がソレダルで同胞の死体の上を前進していると主張した。

### 民間人の犠牲者
ドネツィク州知事のパブロ・キリレンコは、「15人の子どもを含む民間人559人」が市内に残っており、避難することができなかったと述べた。

## 分析
シンクタンクの戦争研究所は8月8日に、ロシア軍がドネツィク州北東部のウクライナの前線拠点を支えるT0513幹線道路のウクライナの支配を混乱させる状況にするために、ソレダル～バフムート北とザイツェベ～バフムート南の支配を確立しようとしている可能性が高いと評価した。
2022年12月27日のバクムツクの占領とバフムート近郊での勢いが弱まったことを受けて、アナリストはロシアが2023年1月上旬にソレダルを攻撃するための部隊を移動させるだろうと考えた。1月10日、イギリス国防省はソレダルのほぼ全域を支配している可能性が高く、ロシアの最優先事項はソレダル岩塩坑に通じるトンネルの支配であると述べた。1月13日、ウクライナ国防相のオレクシー・レズニコウは、戦闘は「とても困難」であり、ワグネルの傭兵による攻撃的な戦術が多くの犠牲者を出したと主張した。レズニコウは、ワグネルがこの地域の鉱山がもたらす鉱物資源を支配するために戦っていると述べた。
2023年1月、西側のアナリストはソレダルの戦略的価値を否定し、この町でのロシアの勝利は良くてピュロスの勝利と評価した。1月12日、アメリカ国家安全保障会議の報道官ジョン・カービーは「バフムートとソレダルの両方がロシア側に落ちたとしても、戦争自体に戦略的な影響は与えることはないだろう」と述べた。
しかし塩の国内生産の90％以上を担っていたソレダルの陥落により、2023年のロシアは塩の生産量が前年比10・5％増と国内市場をまかなえる量となり、中国など友好国への輸出が増加した一方で、ウクライナは塩の輸出国から輸入国へと転落した。